# جيف باري (لاعب كرة قاعدة)
جيف باري (بالإنجليزية: Jeff Barry)‏ هو لاعب كرة قاعدة أمريكي، ولد في 22 سبتمبر 1968 في ميدفورد في الولايات المتحدة.

## وصلات خارجية
- جيف باري على موقع الدوري الياباني لكرة القاعدة (الإنجليزية)
- جيف باري على موقعبيزبول رفرنس.كوم (الدوري الرئيسي) (الإنجليزية)
- جيف باري على موقعبيزبول رفرنس.كوم (الدوري الثانوي) (الإنجليزية)
- جيف باري على موقع مشجعي الرسوم البيانية (الإنجليزية)